# Igreja Militante, Padecente e Triunfante

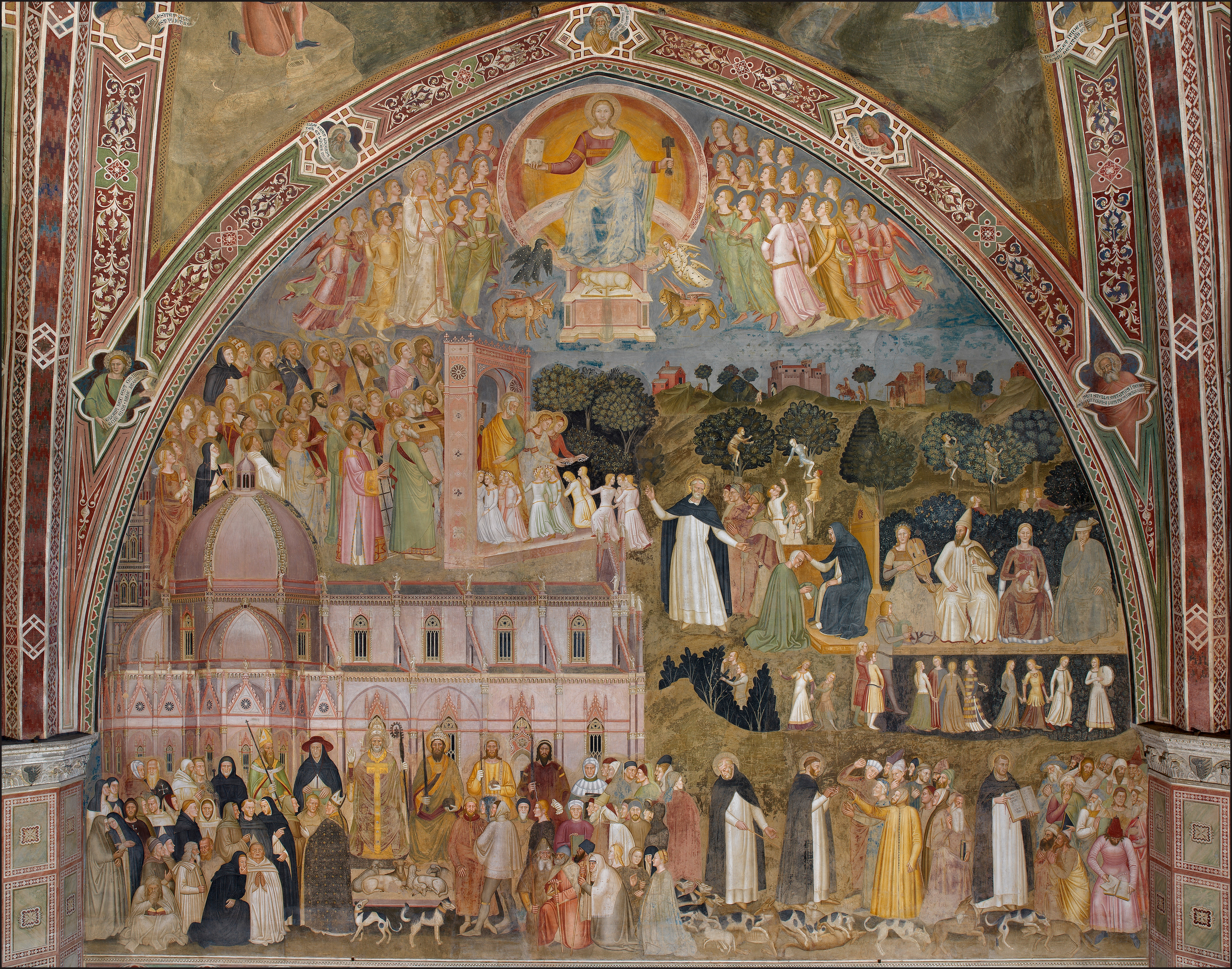
A Igreja Militante e a Igreja Triunfante, afresco de Andrea da Firenze

Igreja Militante, Igreja Padecente e Igreja Triunfante são termos usados na doutrina cristã, e estão ligados à ideia de unidade espiritual além das barreiras físicas entre os fiéis.
- A Igreja Militante (em latim: Ecclesia militans), também chamada de Igreja Peregrina, consiste em cristãos que vivem neste mundo, e que lutam contra o pecado, as investidas do diabo e "os governantes do mundo desta escuridão, contra os espíritos da maldade nos lugares celestiais".[1]

- A Igreja Penitente (em latim: Ecclesia poenitens), também chamada de Igreja Padecente (em latim: Ecclesia dolens) ou Igreja Expectante (em latim: Ecclesia expectans), que na Teologia Católica, são aqueles cristãos que se encontram atualmente no Purgatório.

- A Igreja Triunfante (em latim: Ecclesia triunfans) é formada por aqueles que têm a visão beatífica e estão no Paraíso. O termo em seu sentido original envolvia a noção de Fé ativa e combativa, à semelhança dos soldados na batalha. Refere-se também à ideia de que a Salvação só pode ser atingida através do esforço pessoal e coletivo para a superação do vício e do pecado.